# چیفت‌لیک (شاوشات)
چیفت‌لیک (به ترکی استانبولی: Çiftlik) یک منطقهٔ مسکونی در ترکیه است که در شاوشات واقع شده‌است. چیفت‌لیک ۱۶۵ نفر جمعیت دارد.